# Tran (Bulgarije)
Tran (Bulgaars: Трън) is een kleine stad in het westen van Bulgarije in de oblast Pernik. De stad ligt op 15 km afstand van de grens met Servië, op zo’n 27 kilometer afstand van de stad  Breznik en 57 km ten westen van Sofia. Op 31 december 2019 telde de stad Tran 2.320 inwoners, terwijl de gemeente Tran, waarbij ook de omliggende 51 dorpen bij worden opgeteld, 3.850 inwoners had. 

## Klimaat
In de winter van 1947 werd een temperatuur van -38,3°C gemeten, waardoor Tran als de koudste stad in Bulgarije bestempeld kan worden.

## Bevolking
Alhoewel het inwonersaantal van de stad Tran tussen 1934 en 1975 toenam van 2.040 inwoners naar 3.425 inwoners, kampte de gemeente Tran in dezelfde periode met een intensieve bevolkingsafname. In 1934 telde de gemeente Tran 28.780 inwoners, terwijl er in 2019 minder dan 4.000 personen zijn geteld. Met name de plattelandsbevolking is drastisch gedaald: van 26.740 personen in 1934 naar slechts 1.530 personen in 2019. Van de 51 dorpen in de regio hebben er slechts 2 meer dan honderd inwoners, terwijl 5 overige dorpen meer dan vijftig inwoners tellen.
| Jaar          | 1934   | 1946   | 1956   | 1965   | 1975  | 1985  | 1992  | 2001  | 2011  | 2018  |
| stad Tran     | 2.040  | 2.163  | 2.922  | 2.930  | 3.425 | 3.376 | 3.088 | 2.792 | 2.443 | 2.320 |
| gemeente Tran | 28.780 | 26.429 | 18.602 | 12.900 | 9.775 | 7.922 | 6.890 | 5.627 | 4.146 | 3.850 |

Van de 2.443 inwoners reageerden er 2.200 op de optionele volkstelling van 2011. Van deze 2.200 respondenten identificeerden 1.579 personen zichzelf als etnische Bulgaren (71,8%), gevolgd 611 Roma (27,8%) en 10 ondefinieerbare respondenten (0,4%). Hiermee heeft de stad Tran een van de hoogste concentraties van Roma in Bulgarije.
Van de 2.443 inwoners in februari 2011 werden geteld, waren er 391 jonger dan 15 jaar oud (16%), gevolgd door 1.618 personen tussen de 15-64 jaar oud (66,2%) en 434 personen van 65 jaar of ouder (17,8%).

### Religie

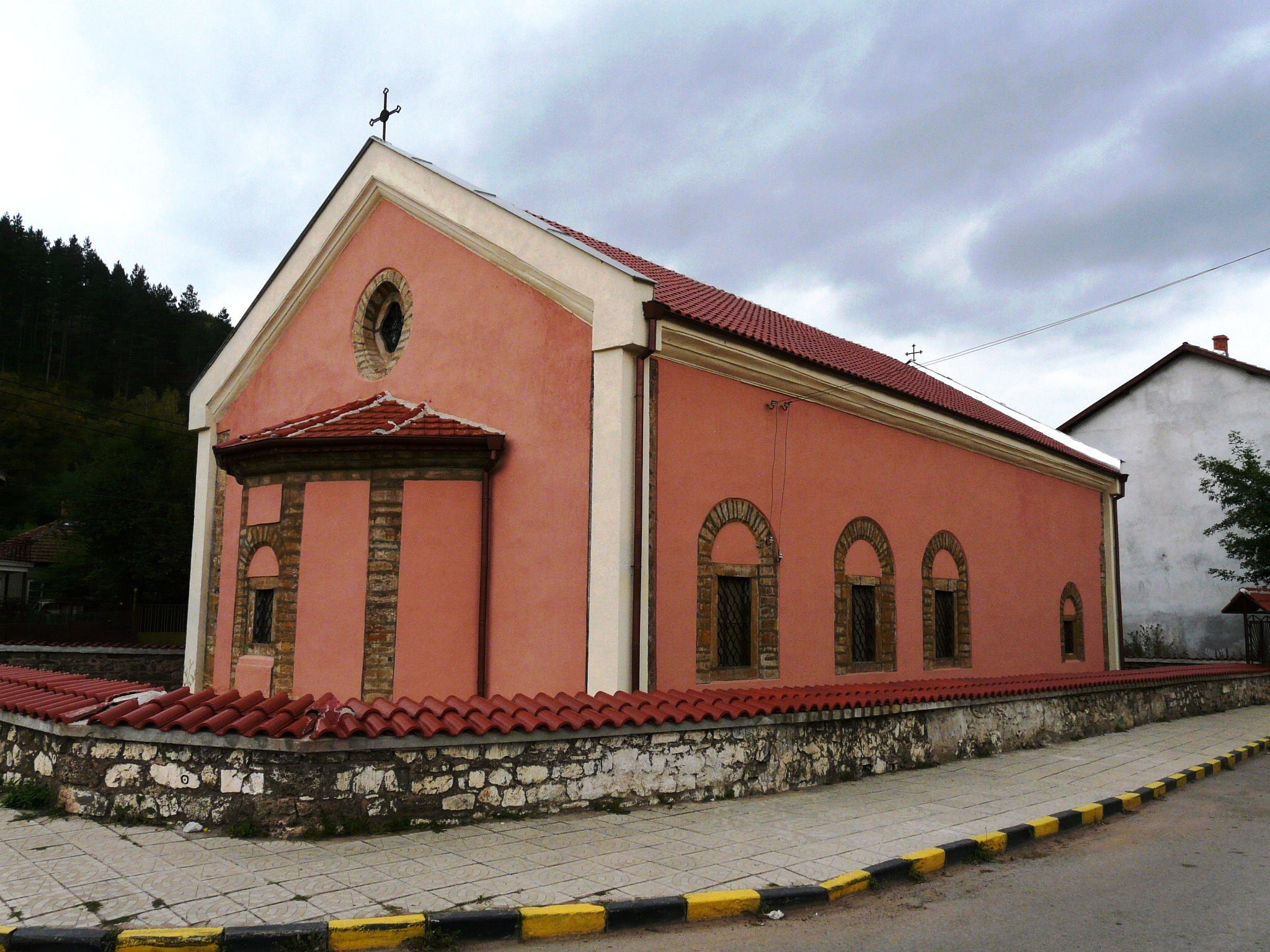
Kerk Sint Nikolaas in Tran

Bij de volkstelling van 1 februari 2011 was het invullen van een geloofsovertuiging optioneel. Van de 4.146 mensen die werden geregistreerd bij de volkstelling van 2011 kozen 1.136 personen (27%) ervoor om hun religieuze overtuiging niet te specificeren. Onder de 3.010 respondenten had de Bulgaars-Orthodoxe Kerk de meeste aanhangers (82%), gevolgd door personen zonder religieuze overtuiging (6,5%) en aanhangers van het protestantisme (1,5%). Van de respondenten had 9% het censusformulier blanco gelaten.
|                              | Aantal | Percentage (%) | Percentage (%) |
| 4146                         | Totaal | Respondenten   |                |
| ---------------------------- | ------ | -------------- | -------------- |
| Bulgaars-Orthodoxe Kerk      | 2471   | 59,60          | 82,09          |
| Katholieke Kerk in Bulgarije | 19     | 0,46           | 0,63           |
| Protestantisme               | 46     | 1,11           | 1,53           |
| Islam in Bulgarije           | -      | -              | -              |
| Overig                       | -      | -              | -              |
| Onkerkelijk                  | 196    | 4,73           | 6,51           |
| Onbekend                     | 276    | 6,66           | 9,17           |
| Geen antwoord                | 1136   | 27,40          | -              |